# Daraa (cidade)
Daraa (em árabe: درعا), também grafada Deraa, Dara ou Dara`â ("fortaleza"), é uma cidade no sudoeste da Síria, próxima das fronteiras com a Jordânia, o Líbano e Israel. Está localizada a cerca de 100 km de Damasco e é a capital da província de Daraa. Tem uma população de 76 419 habitantes (2009). 
É considerada uma das cidades mais antigas da Síria, referida em hieróglifos do tempo de Tutemés III e no Antigo Testamento. Na cidade e arredores existem algumas importantes ruínas romanas bem como monumentos das eras omíada e aiúbida. Foi centro comercial e de passagem de caravanas da região histórica de Houran. 
No virar do século XIX para o XX tornou-se numa importante estação ferroviária do caminho de ferro Damasco-Amã-Meca. Foi em Daraa que terá ocorrido o controverso episódio descrito por T. E. Lawrence em Os Sete Pilares da Sabedoria. Em 1918 foi ocupada pelas tropas britânicas e depois cedida a França. Actualmente é ponto de paragem habitual de viajantes na autoestrada Damasco-Amã. 

Durante a guerra Civil Síria, foi palco de uma das primeiras grandes batalhas da guerra.

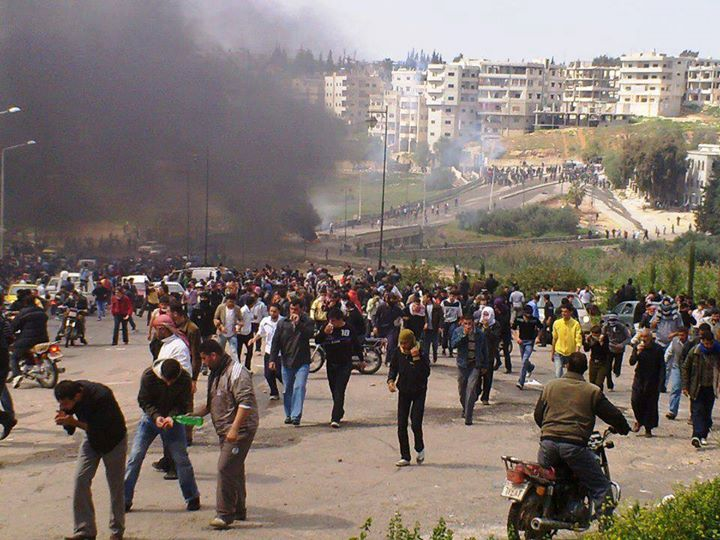
A cidade de Daraa durante a Guerra Civil Síria.